# Namcha Barwa
Namcha Barwa (em tibetano: གནམས་ལྕགས་འབར་བ།, Namjagbarwa ou gnam lcags 'bar ba, chinês 南迦巴瓦峰, Nánjiābāwǎ Fēng) é uma montanha no Himalaia tibetano. Tem 7782 m de altitude e é a 19.ª montanha mais proeminente no mundo, com 4106 m de proeminência e 706,84 km de isolamento topográfico. É a montanha mais oriental acima dos 7600m de altitude.
Até 1992, o Namcha Barwa era a mais alta montanha que permanecia por escalar.
Foi identificado em 1912 por topógrafos britânicos. Apenas na década de 1980 diversas equipas chinesas começaram a explorar a possibilidade de uma escalada até ao cume, mas sem êxito nos primeiros anos. Numa tentativa em 1992 onze membros de uma expedição sino-japonesa chegaram ao topo. O Himalayan Index não lista outras expedições desde essa data.